# Тегозеро
Те́гозеро — населённый пункт (тип: станция), посёлок при станции Тегозеро в составе Сумпосадского сельского поселения Беломорского района Республики Карелия.

## География
Расположен в северо-восточной части Карелии, примерно в 20 км от Онежской губы, на берегу одноимённого озера.

### Климат
Находится на территории, относящейся к районам Крайнего Севера.
Зима длится до двухсот дней, лето не более шестидесяти дней. Средняя температура февраля −11.2 °C, июля +15.9 °C.

## История
Посёлок железнодорожников и их семей появился в 1941 году. Название — по станции, которая получила название от озера Тегозеро.

## Население
| 2002 | 2009 | 2010 | 2013 |
| ---- | ---- | ---- | ---- |
| 13   | ↘9   | ↘2   | →2   |

## Инфраструктура
Путевое хозяйство. Действует железнодорожная станция Тегозеро.

## Транспорт
Железнодорожный транспорт.